# Baron Ellenborough

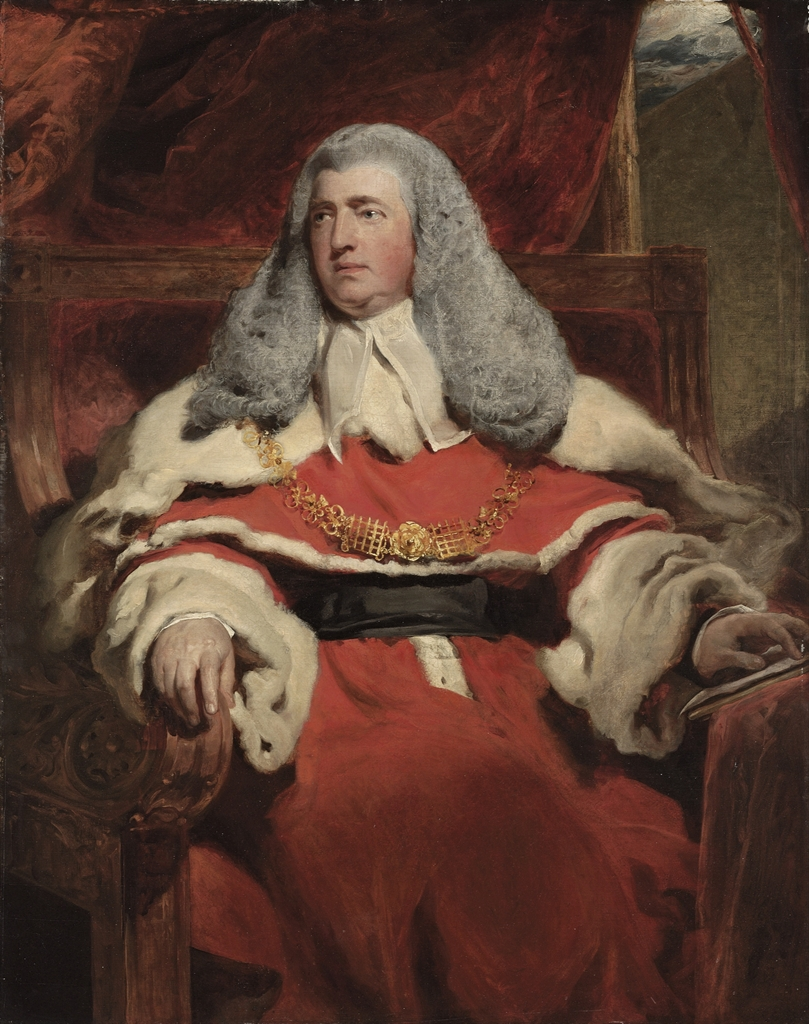
Edward Law, 1^{er} baron Ellenborough

Baron Ellenborough, d'Ellenborough (en) dans le comté de Cumberland, est un titre de la pairie du Royaume-Uni. Il est créé le 19 avril 1802 pour l'avocat, juge et homme politique Edward Law, Lord juge en chef d'Angleterre-et-Galles de 1802 à 1818. Son fils, le deuxième baron, est notamment gouverneur général de l'Inde. Le 22 octobre 1844, le deuxième baron est créé vicomte Southam, de Southam dans le comté de Gloucester, et comte d'Ellenborough, dans le comté de Cumberland. Ces titres figurent également dans la pairie du Royaume-Uni. Son fils unique est décédé avant lui et à sa mort en 1871, le vicomté et le comté s'éteignent.
Cependant, son neveu, le troisième baron, lui succède dans la baronnie. Il est le fils de Charles Law, député de l'Université de Cambridge (en), deuxième fils du premier baron. En 1885, il prend par licence royale le nom de famille supplémentaire de Towry (qui est celui de sa grand-mère paternelle). À la mort de son fils, le quatrième baron, cette branche de la famille s'éteint. Son cousin, le cinquième baron, lui succède. À sa mort, le titre passe à son frère cadet, le sixième baron. De nos jours, le titre est détenu par l'arrière-petit-fils de ce dernier, le neuvième baron, qui a succédé à son père en 2013.

## Baron Ellenborough (1802)
- Edward Law, 1er baron Ellenborough (1750-1818)
- Edward Law, 2e baron Ellenborough (1790-1871) (créé comte d'Ellenborough en 1844)

### Comte d'Ellenborough (1844)
- Edward Law, 1er comte d'Ellenborough (1790-1871)

### Baron Ellenborough (1802; rétabli)
- Charles Edmund Towry-Law, 3e baron Ellenborough (1820-1890)
- Charles Towry Hamilton Towry-Law, 4e baron Ellenborough (1856-1902)
- Loi Edward Downes, 5e baron Ellenborough (1841-1915)
- Cecil Henry Law, 6e baron Ellenborough (1849-1931)
- Loi Henry Astell, 7e baron Ellenborough (1889-1945)
- Richard Edward Cecil Law, 8e baron Ellenborough (1926-2013) [4]
- Rupert Edward Henry Law, 9e baron Ellenborough (né en 1955)

L'héritier présomptif est le fils du titulaire actuel, James Rupert Thomas Law (né en 1983). L'héritier présomptif de l'héritier est son fils, Edward Thomas Carmichael Law (né en 2020)